# Carola Scarpa
Ana Carolina Rorato de Oliveira, conocida como Carola Scarpa (São Paulo, 24 de agosto de 1971 - São Paulo, 25 de febrero de 2011) fue una socialité y actriz brasileña.
Se decía «actriz y cantante».
Murió a causa de complicaciones generadas por la anorexia nerviosa.

## Escándalos y notoriedad
Era hija del director de televisión Carlos Augusto Oliveira, sobrina del ejecutivo de televisión Boni y de la exgobernadora gaúcha Yeda Crusius.
En 1990 tuvo un papel secundario en la telenovela Cortina de vidrio, dirigida por su padre en SBT.
Cuando faltaban algunos capítulos para el final, sucedió la que se considera quizá la maior osadía en la historia de la telenovela brasileña: fue la escena en que Arnon Balakian (representado por Antônio Abujamra) viola a su propia hija, Michele (representada por Carola Oliveira).
Desde ese año 1990 hasta 1996 vivió en Estados Unidos, pasando temporadas entre Nueva York y Miami, con pasajes por Israel. Ella misma contaba que, en ese período, prestó sus delicados pies número 35 para shows de zapatos. En Nueva York conoció a Sasi Yaron Danino (un guardia de seguridad). Con él viajó a Israel. Quedó embarazada y tuvo un hijo, Francesco, que nació en Brasil.
De nuevo en Estados Unidos mantuvo una relación con el mafioso John A. Gotti.
Ella afirmaba que a fines de 1996 volvió a vivir en Brasil. Sin embargo algunos habitués en los cabarets de la más rancia aristocracia brasileña afirman que no salió de São Paulo entre 1995 y 1997.
En septiembre de 1997 Carola Scarpa conoció al hasta entonces playboy Chiquinho Scarpa. Se enamoraron y se casaron 8 meses después. Entonces se hizo conocida en Brasil, ya que el casamiento de ambos fue un evento social que contó con una amplia cobertura mediática y difusión en las pantallas televisivas, todo ello financiado por patrocinadores.
El matrimonio duró nueve meses y terminó en 1999. Ella hizo declaraciones a la prensa de que había encontrado a Chiquinho en la cama con dos hombres. Esta revelación fue hecha también en programas de televisión de gran audiencia, como el Programa do Ratinho.
La actriz desfiló por la escuela de samba Império de Casa Verde en el Carnaval de 2001.
En 2002, Carola Scarpa participó en el reality show Casa de los Artistas 2 (de SBT), pero después de innumerables peleas con los participantes dentro de la casa, pidió que se le permitiera abandonar el programa.
En 2003 participó en el programa Casa de los Artistas 3 (de SBT).
En 2009 apareció en un reportaje sobre turismo sexual en el canal SBT Brasil. En el programa se la veía (con la imagen desfocada) hablando sobre la vida como «garota de programa» en la ciudad de Natal (en el norte de Brasil).
Eso levantó sospechas de que Carola Scarpa, aparte de ser una «alpinista social», había sido también una prostituta de lujo.
También en 2009, la excondesa también negoció su participación en una película porno de la productora Sexxy World.

## Causa de muerte
El 23 de febrero de 2011, Carola Scarpa fue ingresada en el hospital Santa Paula (en São Paulo) presentando un cuadro de paro cardíaco.
Fue reanimada, pero permaneció en coma y respirando con ayuda mecánica. La excondesa nunca se recuperó y falleció dos días después, el viernes 25 de febrero de 2011, a las 17:20 h. Tenía 39 años.
Fue enterrada en el Cementerio de Morumby.
Su muerte se atribuye a la anorexia nerviosa, y se debió a un fallo multiorgánico, diabetes e insuficiencia renal crónica.